# Storjungfruns naturreservat
Storjungfrun är ett naturreservat omfattar ön Storjungfrun i Söderhamns kommun i Gävleborgs län.
Området är naturskyddat sedan 2014 och är 1 280 hektar stort. Reservatet består av skog, klapperstensfält, strandängar, steniga stränder och hav.